# Liste der Biografien/Cori
Liste der Biografien |
Portal Biografien |
Personensuche
# |
A |
B |
C |
D |
E |
F |
G |
H |
I |
J |
K |
L |
M |
N |
O |
P |
Q |
R |
S |
T |
U |
V |
W |
X |
Y |
Z |
?
 
Ca |
Cb |
Cc |
Ce |
Ch |
Ci |
Cj |
Ck |
Cl |
Cm |
Cn |
Co |
Cr |
Cs |
Ct |
Cu |
Cv |
Cw |
Cy |
Cz
 
Coa–Cod |
Coe–Cok |
Col |
Com |
Con |
Coo–Coq |
Cor |
Cos |
Cot |
Cou |
Cov |
Cow |
Cox |
Coy |
Coz
 
Cora |
Corb |
Corc |
Cord |
Core |
Corf |
Corg |
Cori |
Cork |
Corl |
Corm |
Corn |
Coro |
Corp |
Corr |
Cors |
Cort |
Coru |
Corv |
Corw |
Cory |
Corz
Die Liste der Biografien führt alle Personen auf, die in der deutschsprachigen Wikipedia einen Artikel haben. Dieses ist eine Teilliste mit 45 Einträgen von Personen, deren Namen mit den Buchstaben „Cori“ beginnt.

## Cori
- Cori, Carl Ferdinand (1896–1984), österreichisch-US-amerikanischer Arzt, Nobelpreisträger
- Cori, Carl Isidor (1865–1954), österreichischer Zoologe und Hochschullehrer
- Cori, Deysi (* 1993), peruanische Schachspielerin
- Cori, Gerty (1896–1957), böhmisch-US-amerikanische Biochemikerin, Nobelpreisträgerin
- Cori, Jorge (* 1995), peruanischer Schachspieler
- Cori, Livio (* 1990), italienischer Rapper

### Coria
- Coria, Federico (* 1992), argentinischer Tennisspieler
- Coria, Felicísimo (* 1948), spanischer Comiczeichner
- Coria, Gerardo (* 1962), mexikanischer Fußballspieler
- Coria, Guillermo (* 1982), argentinischer Tennisspieler
- Coria, Rodolfo (* 1959), argentinischer Paläontologe
- Coriando, Paola-Ludovika (* 1969), Philosophieprofessorin

### Coric
- Ćorić, Ante (* 1997), kroatischer Fußballspieler
- Ćorić, Borna (* 1996), kroatischer TennisspielerBorna Ćorić (* 1996)

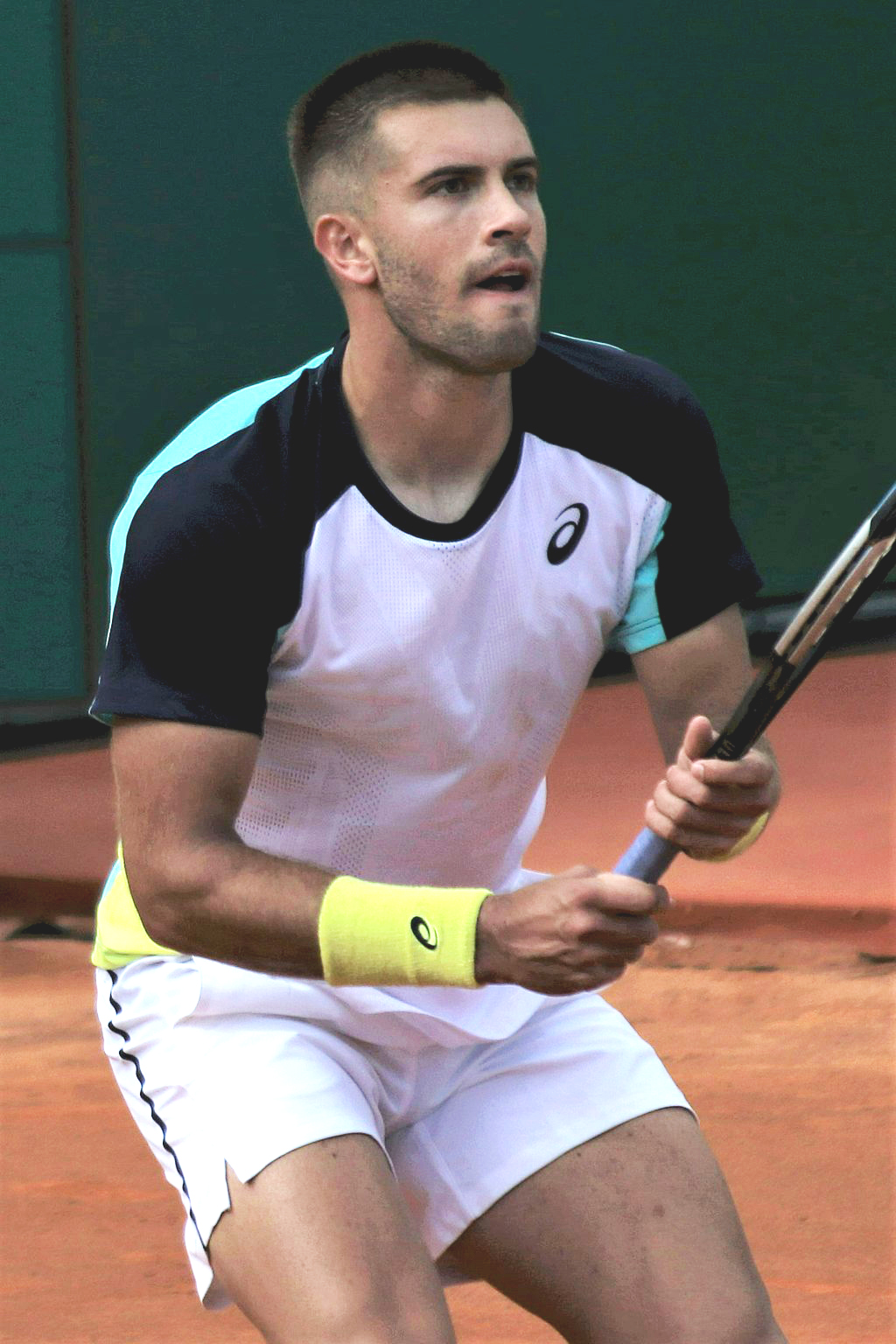
Borna Ćorić (* 1996)

- Ćorić, Damian (* 2006), bosnischer Fußballspieler
- Ćorić, Josip (* 1988), bosnischer Fußballspieler
- Čorić, Teo (* 1992), kroatischer Handballspieler
- Ćorić, Valentin (* 1956), bosnisch-kroatischer Beamter, Innenminister der Kroatischen Republik Herceg-Bosna und Kriegsverbrecher
- Corica, Adele, deutsche Fußballspielerin
- Corica, Steve (* 1973), australischer Fußballspieler

### Corid
- Coridon, Ferdinand Christian (1736–1819), Fruchtschreiber und Amtsverwalter
- Coridun, Patricia (* 1980), deutsche Schauspielerin

### Corig
- Corigliano, John (* 1938), US-amerikanischer Komponist

### Coril
- Corillon, Patrick (* 1959), belgisch-französischer Plastiker

### Corim
- Corimberto, Fiorella (* 2001), argentinische Handballspielerin
- Corimberto, Micaela (* 2001), argentinische Handballspielerin

### Corin
- Corin, Léo (* 1941), belgischer Karambolagespieler und mehrfacher Welt- und Europameister
- Corin, William (1867–1929), englisch-australischer Elektrotechniker
- Corinealdi, Emayatzy (* 1980), US-amerikanische SchauspielerinEmayatzy Corinealdi (* 1980)

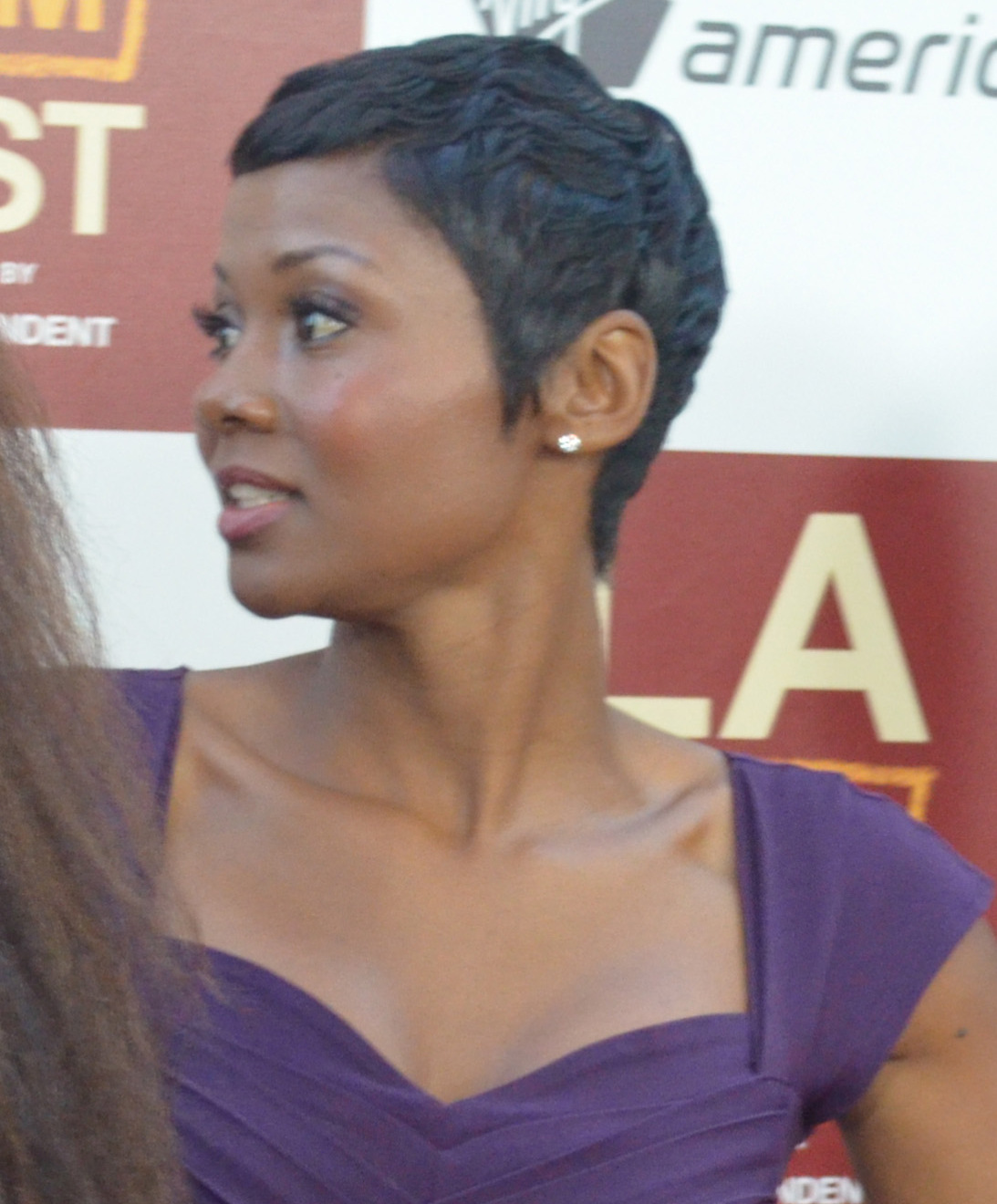
Emayatzy Corinealdi (* 1980)

- Corini, Eugenio (* 1970), italienischer Fußballspieler
- Corinne, Tee (1943–2006), US-amerikanische Autorin, Künstlerin und Fotografin
- Corino, Eva (* 1972), deutsche Schriftstellerin
- Corino, Karl (* 1942), deutscher Schriftsteller
- Corino, Steve (* 1973), kanadischer Wrestler
- Corinth, Ernst (* 1951), deutscher Journalist
- Corinth, Lovis (1858–1925), deutscher Maler, Zeichner und GrafikerLovis Corinth (1858–1925)

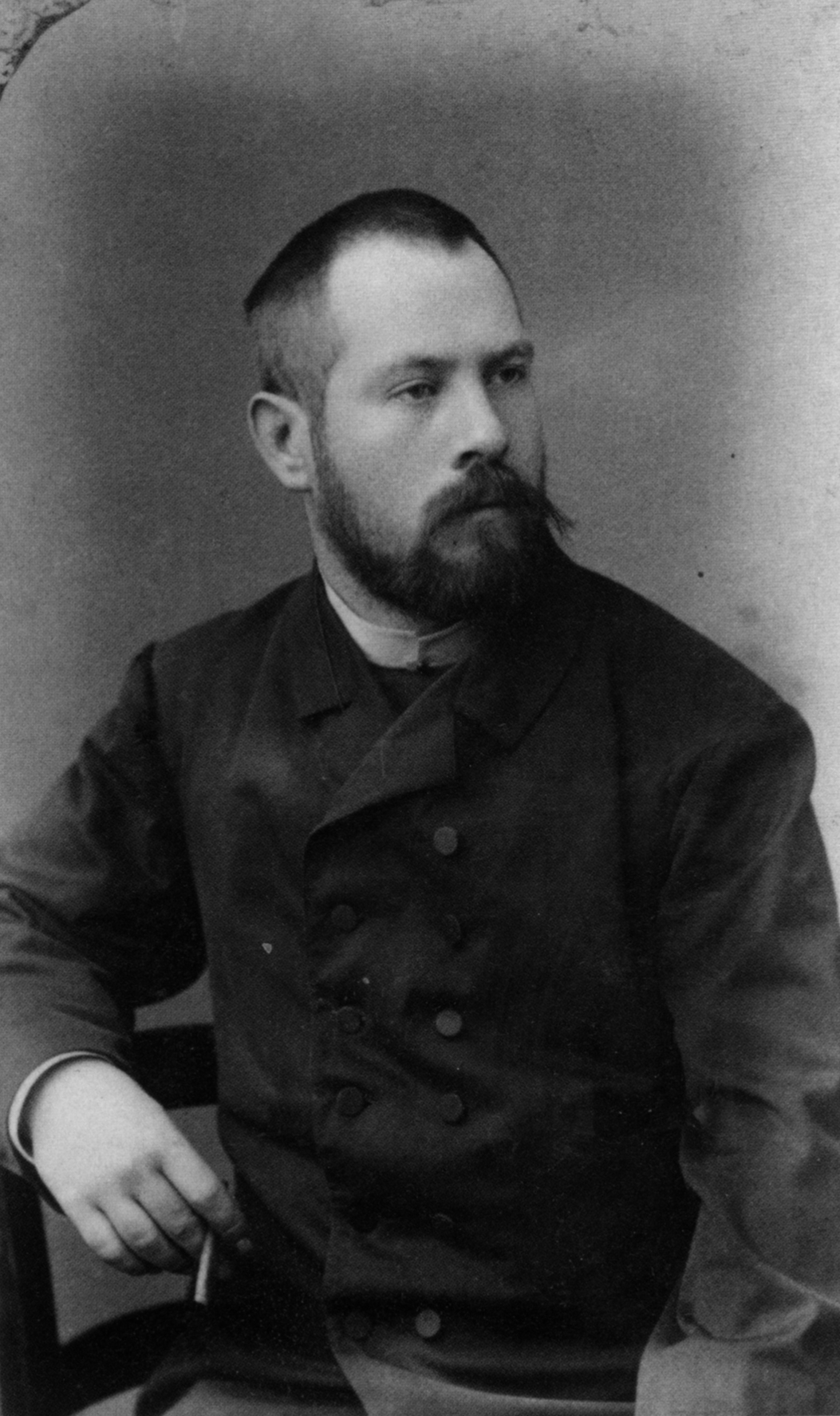
Lovis Corinth (1858–1925)

- Corinth, Wilhelmine (1909–2001), deutsch-amerikanische Schauspielerin und Autorin

### Corio
- Corio, Bernardino (* 1459), italienischer Humanist und Historiker
- Corio, Frankie (* 2010), schottische Kinderdarstellerin
- Coriolano, Teresa Maria, italienische Kupferstecherin und Malerin
- Coriolis, Gaspard Gustave de (1792–1843), französischer Mathematiker und Physiker
- Corioni, Claudio (* 1982), italienischer Radrennfahrer

### Coris
- Corish, Brendan (1918–1990), irischer Politiker der Irish Labour Party und stellvertretender Premierminister (Tánaiste)
- Corish, Patrick (1921–2013), irischer römisch-katholischer Theologe

### Corit
- Corita, Rita (1917–1998), niederländische Akkordeonistin, Sängerin und Schauspielerin